# Lisa Gerlo
Lisa Gerlo (Jette, 16 maart 1994) is een Belgische actrice. Ze is vooral bekend als Bo De Smidt uit de Ketnet-reeks Campus 12 en als inspecteur Emma Claes uit de VTM-reeks De Buurtpolitie. In de reeks Sterregem imiteerde ze Pommelien Thijs. Haar oudere broer is acteur Juan Gerlo. 

## Carrière
Gerlo is afkomstig uit het Oost-Vlaamse Buggenhout. Ze volgde als kind woord, piano en ballet op de Academie van Buggenhout, speelde als elfjarige mee in de lokale musical Oliver Twist, en gaf van jongs af aan wekelijkse danslessen. In 2016 studeerde ze af als leerkracht secundair onderwijs Engels en Nederlands.  
Tijdens haar hogere studies zong ze in het koor van Studio 100, waar ze jaren meezong in shows zoals de Grote Sinterklaasshow en het Winterfestival. Daarnaast bouwde ze camera-ervaring op door te spelen in enkele korte films, onder andere in Love Life van Filmfest Gent. 
In 2018 had ze haar eerste grote rol van Bo De Smidt in Campus 12, een Vlaamse jeugdserie van Studio 100 en Ketnet. Met deze rol stond ze ook op de planken in de zomer van 2021 met Ketnet Musical: Knock-Out. 
Sinds 2019 speelt ze de rol van Emma Claes in de VTM-reeks Echte Verhalen: De Buurtpolitie. Ze hernam deze rol ook in het vervolg Echte Verhalen: De Buurtpolitie VIPS en De Buurtpolitie: De Klok Tikt. In 2022 bracht ze dit personage ook naar het grote scherm in de bioscoopfilm De Perfecte Overval.
In de zomer van 2023 vertolkte ze de rol van Jana in de Familie-webreeks 'Brahim & Jelle: Onbreekbare Vriendschap?'.

## Televisie
| Jaar        | Programma                                                    | Rol             |
| ----------- | ------------------------------------------------------------ | --------------- |
| 2018        | SOS 112                                                      | Anouk (gastrol) |
| 2018 - 2020 | Campus 12                                                    | Bo De Smidt     |
| 2019 - 2020 | Echte Verhalen: De Buurtpolitie                              | Emma Claes      |
| 2022 - 2023 | Echte Verhalen: De Buurtpolitie VIPS                         | Emma Claes      |
| 2023        | Brahim & Jelle: Onbreekbare Vriendschap? (Familie-webisodes) | Jana            |
| 2023        | De Buurtpolitie: De Klok Tikt                                | Emma Claes      |
| 2024        | Sterregem                                                    | Pommelien Thijs |

## Theater
| Jaar | Productie                           | Rol              | Producent            |
| ---- | ----------------------------------- | ---------------- | -------------------- |
| 2021 | A Million Voices (musical)          | Rina             | VC Stage Productions |
| 2021 | Ketnet Musical: Knock-Out (musical) | Bo De Smidt      | Studio 100           |
| 2023 | Zo Mooi, Zo Blond (musical)         | Sandra Van Noten | AuFond Producties    |

## Film
| Jaar | Film                                 | Rol           |
| ---- | ------------------------------------ | ------------- |
| 2015 | The Weight of Looking (kortfilm)     | Lynn          |
| 2015 | Follow: Love Life Ghent (kortfilm)   | Laura         |
| 2016 | Façade (kortfilm)                    | Hanne         |
| 2020 | Write it Down (kortfilm)             | Floor         |
| 2022 | Leave Me (kortfilm)                  | Julia         |
| 2022 | De Buurtpolitie: De Perfecte Overval | Emma Claes    |
| 2023 | Trolls 3: In Harmonie                | Velvet (stem) |